# 4R villamos (Nagyvárad)
A nagyváradi 4R jelzésű villamos (más néven piros 4-es, vagy 4 roșu) a Sinteză és a Nufărul között közlekedik. A járatot az OTL SA üzemelteti. A belvárost az 4N villamossal ellentétes irányban kerüli meg.

## Története
Ezt a számot  1986-tól 2004-ig a mai 3R viszonylat viselte, a számozási hézagot (1,2,4)  megszüntetendő számozták át akkor a viszonylatokat.
A  mostani járat 2016. november 1-je óta közlekedik, kizárólag csúcsidőszakban. 2017 decembere óta hétvégén is közlekedik, az 1R és 3R viszonylatok helyett.
2021 őszétől felújítás miatt átmenetileg nem közlekedik.

## Útvonala
| Sinteză → Pod CFR → Decebal → Nufărul | Nufărul → Gara Centrală → Pod CFR → Sinteză |
| --- | --- |
| Sinteză vá. – Calea Borșului – Bulevardul Dacia – Strada Transilvaniei – Strada Corneliu Coposu – Strada Eroul Necunoscut – Bulevardul Decebal – Podul Decebal – Bulevardul Decebal – Strada Primăriei – Strada Independenței – Strada Dimitrie Cantemir – Strada Nufărululi – Nufărul vá. | Nufărul vá. – Strada Nufărululi – Strada Dimitrie Cantemir – Podul Dacia – Strada Republicii – Strada Berzei – Strada Olimpiadei – Strada Corneliu Coposu – Strada Transilvaniei – Bulevardul Dacia – Calea Borșului – Sinteză vá. |

## Megállóhelyek és átszállási lehetőségek
Az átszállási kapcsolatok között a 4N jelzésű villamos nincsen feltüntetve, mivel ugyanazon az útvonalon közlekednek, csak a belvárost ellenkező irányban járják körbe.
| 4R (Sinteză – Nufărul) |                                             |     |                                              |
| sz.                    | Megállóhely                                 | sz. | Átszállási kapcsolatok                       |
| 0                      | Sinteză végállomás                          | 22  | 1N, 1R 26, 27                                |
| 1                      | Alumină                                     | 21  | 1N, 1R                                       |
| 2                      | Parc Industrial                             | 20  | 1N, 1R 26, 27, 612                           |
| 3                      | Electrocentrale                             | 19  | 1N, 1R 26, 27                                |
| 4                      | Sogema                                      | 18  | 1N, 1R                                       |
| 5                      | Master                                      | 17  | 1N, 1R                                       |
| 6                      | C.A.S.                                      | 16  | 1N, 1R 17                                    |
| 7                      | Pod CFR                                     | 15  | 1N, 1R 14, 17, 21N, 24, 26, 27               |
| 8                      | Dacia Zig-Zag                               | 14  | 1N, 1R 17, 19, 26, 27, 612                   |
| 9                      | Piața Rogerius                              | 13  | 1N, 1R 19, 21N, 21R, 22                      |
| 10                     | Corneliu Coposu                             | 12  | 1N, 1R 19                                    |
| 11                     | Olosig                                      | 11  | 1N, 1R, 3N, 3R 19                            |
| ∫                      | Stadion                                     | 10  | 1N, 1R, 3N, 3R                               |
| ∫                      | Gara Centrală (Központi pályaudvar)         | 9   | 1N, 1R, 3N, 3R 11, 18, 22                    |
| ∫                      | Magazinul Crișul                            | 8   | 1N, 1R, 3N, 3R 13, 17                        |
| ∫                      | Podul Dacia                                 | 7   | 1N, 1R, 3N, 3R                               |
| 12                     | Bulevardul Dacia (Vitéz utca)               | ∫   | 1N, 1R, 3N, 3R 17, 22, 26, 27, 612           |
| 13                     | Piața Decebal                               | ∫   | 1N, 1R, 3N, 3R 19, 21N, 21R                  |
| 14                     | Podul Decebal                               | ∫   | 1N, 1R, 3N, 3R                               |
| 15                     | Biserica Emanuel                            | ∫   | 1N, 1R, 2, 3N, 3R 19, 20, 21N, 21R, 23       |
| 16                     | Universitate Partium (Damjanich János utca) | ∫   | 1N, 1R, 2, 3N, 3R                            |
| 17                     | Biserica Sf. Ladislau (Szent László tér)    | ∫   | 1N, 1R, 2, 3N, 3R 12, 14, 20                 |
| 18                     | Piața 1 Decembrie (Nagyvásártér)            | ∫   | 1N, 1R, 2, 3N, 3R                            |
| 19                     | Casa de Cultură                             | 6   | 2, 3N, 3R 12, 13, 15, 16, 17, 20, 23         |
| 20                     | Piața Cetății                               | 5   | 2, 3N, 3R 10, 12, 13, 15, 16, 17, 20, 23, 25 |
| 21                     | Muntele Găina                               | 4   | 2, 3N, 3R 10, 12, 17, 20                     |
| 22                     | Dimitrie Cantemir                           | 3   | 2, 3N, 3R 20, 25                             |
| 23                     | Lotus                                       | 2   | 2, 3N, 3R 20                                 |
| 24                     | Bisericuță                                  | 1   | 2, 3N, 3R                                    |
| 25                     | Nufărul végállomás                          | 0   | 2, 3N, 3R 12, 20, 511, 512, 513, 514, 531    |